# عزمي محيلبة
عزمي محيلبة (مواليد 26 مارس 1991) هو لاعب رماية مصري، في عام 2020 حصل على الميدالية البرونزية في منافسات الاسكيت بكأس العالم التي أقيمت في قبرص بعد تحقيقه 47 طبق من أصل 50 في النهائي.